# 朝鮮総連本部ビル売却問題

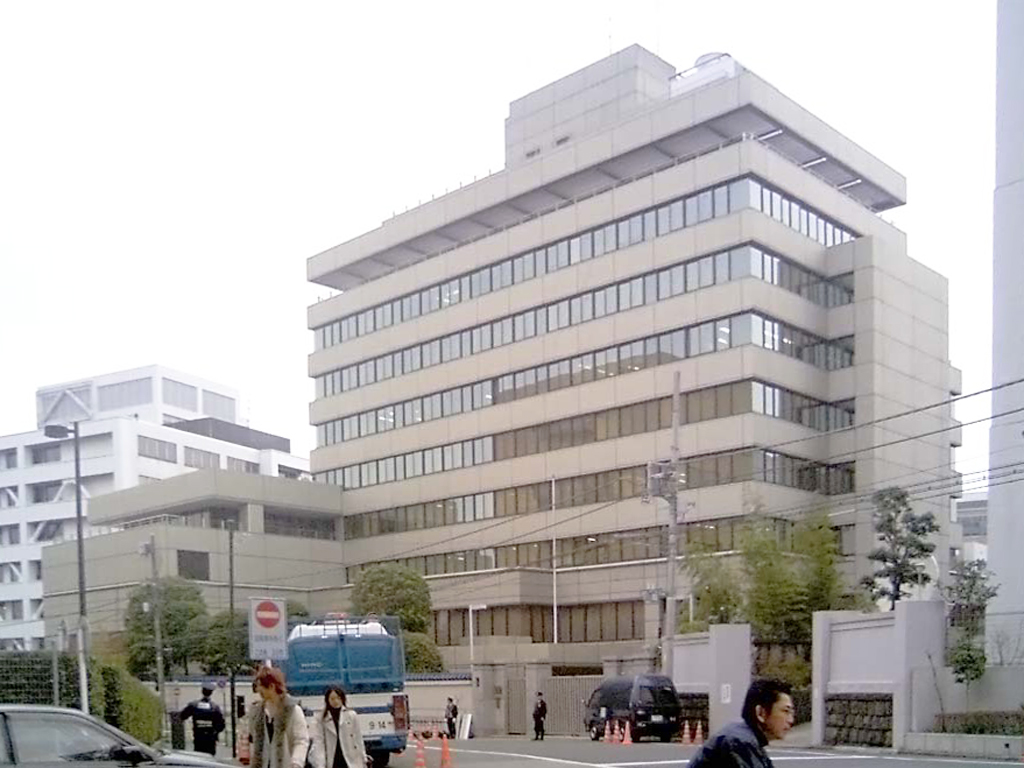
騒動の舞台となった朝鮮総聯本部ビル

朝鮮総聯本部ビル売却問題（ちょうせんそうれんほんぶビルばいきゃくもんだい）とは、2007年6月に発覚した、朝鮮総聯本部ビルの建物及び敷地の不透明な売買に関する問題のことを指す。

## 朝鮮総連本部登記移転と仮装売買疑惑
2007年6月12日のメディア各社の報道において、在日本朝鮮人総聯合会（朝鮮総聯）の中央本部（東京都千代田区富士見二丁目14-15）の建物及び敷地の登記が、5月31日付けで元公安調査庁長官であった緒方重威が代表取締役を務める「ハーベスト投資顧問株式会社」へと変更されていたことが判明した。
その後、この所有権移転登記は同2007年6月18日に予定されていた東京地方裁判所における朝鮮総聯への不正融資疑惑に関する判決に続いて予想される整理回収機構による資産の差押を逃れるための仮装売買である可能性が高いことが報じられた。あわせて、土台人の疑惑や日本人拉致などの種々の犯罪に関与したなどとして、破壊活動防止法の適用も視野に入れた捜査・調査が進んでいるとされる朝鮮総聯に対して、調査活動を担当する側である公安調査庁の長官経験者が積極的な方向で関与していたことなどが主に批判された。

### 緒方重威による記者会見
2007年6月13日に緒方は記者会見を行い、朝鮮総聯本部が差押えられた場合に「在日朝鮮人にとっての大使館 がなくなり、彼らが棄民となるのを見るのが忍びない。またその種の施設が存在することが日本の国益に適うと信じている」ために、この取引に関与したと述べた。また、緒方は「この件は土屋公献から依頼された」と発言し、土屋が朝鮮総連の代理人であったことも明らかにした。

### 満井忠男への総連からの報酬
満井は報酬として朝鮮総聯側から約4億8000万円を受け取っているとされ、一方、資金提供予定者との仲介に立った元銀行員にも同様に約1億円が提供されたとされる。東京地検はこれらの朝鮮総聯からの資金の不透明な流れについても解明を進めており、本件取引全体の問題点も含めて、朝鮮総聯の許宗萬副議長など現職幹部らからも事情を聞いている。さらには、報酬等の支払いがあったかどうかは不明ではあるが、公安調査庁の現役職員も本取引に関与していたと一部で報道されている。

### 土屋公献・緒方による登記戻し
朝鮮総聯はいわゆる「権利能力なき社団」であるため、登記等の法律行為に関して制限があり、登記を直接行うことはできない。その後、6月18日に土屋および緒方は、総聯本部敷地及び建物の登記を朝鮮総聯側法人に戻したことを発表した。両者の説明によれば、購入資金を用意する予定であった出資者が資金提供を断った為であると登記差し戻しの理由を説明した。
一方、特捜部では、登記が戻されたとしても強制執行妨害等の容疑は消滅しないとして捜査を継続した。
なお、この措置により登記の往復が存在したため、東京都は不動産取得税の課税通知をハーベスト投資顧問及び朝鮮総聯の双方に送付した。その額は各々に約8000万円となっている。

### 東京地裁判決
6月18日、東京地裁（荒井勉裁判長）は破綻した16の朝銀信用組合から債務を譲渡された整理回収機構からの訴えに対し朝鮮総聯側全面敗訴の判決を下した。あわせて判決確定前に同建物等の差押･強制競売等も可能な仮執行も認める決定を行った。
続いて、6月20日には差押の申し立てに必要な執行文が同地裁から整理回収機構に授与され、これを受けて機構側は申し立ての準備に入った。一方、総聯側も同日に代理人の土屋が会見し、同裁判に対する控訴を断念する方向で調整に入ったと発表した。

### 逮捕
2007年7月、朝鮮総連は整理回収機構が競売に向け手続きを進めていることに対し「政治的弾圧だ」と批判、また被告らが中央本部の土地建物をだまし取ったとされることに対し「現時点ではだまされたという認識はない」などと述べた。
緒方側は総連資金1億円を返還することに加え迷惑料5000万円を朝鮮総連に支払うことで合意、朝鮮総連側と「総連としては緒方の訴追を積極的に希望するわけではない」という文が盛り込まれた確認書を交わし被告弁護人が東京地検に提出したとされる。

#### 不動産・現金詐欺の追起訴
2008年5月23日に不動産詐欺で共犯として起訴された元信託銀行員に対して懲役2年執行猶予4年の有罪判決が確定した。

## 刑事裁判

### 第一審・東京地裁
2009年7月16日、東京地裁（林正彦裁判長）は、朝鮮総連財務担当常任委員と代理人土屋公献弁護士は検察側の都合のいい証言をさせられており、内容が事実ではないなどとする被告の主張を退け、緒方に懲役2年10月・執行猶予5年、満井に懲役3年・執行猶予5年の判決を言い渡した。

### 控訴審・東京高裁
2012年3月29日、東京高裁（小川正持裁判長）は「両被告が朝鮮総連側に虚偽の説明を繰り返していたことなどから、詐欺の共謀が推認される」として執行猶予付き有罪とした一審・東京地裁の判決を支持し、検察側、被告側双方の控訴を棄却した。

### 上告審・最高裁第二小法廷
2014年5月19日、最高裁第二小法廷（千葉勝美裁判長）は被告側の上告を棄却する決定を出したため、緒方に対する懲役2年10月・執行猶予5年、満井に対する懲役3年・執行猶予5年の有罪判決が確定した。

## 緒方重威による刑事告発
2010年10月、緒方は自身の一審公判で、違法な取調べは無いと証言した、検察での満井の取調べを担当した前田恒彦ら検事2人を、偽証罪で最高検察庁を刑事告発するも、12月に嫌疑なしとして不起訴とした。

## 検察審査会による批判
さらに緒方は2011年1月、不服として東京第一検察審査会に審査を申し立てた。同審査会は7月15日付で不起訴相当と議決した。
議決要旨では「検察への不信感が高まっている状況を利用し、自らの逆転無罪を得る好機とみて申し立てたのではないか」と指摘、また「一般市民で構成する検察審なら、法的な論理を飛び越えて起訴に持ち込めるのではないか、との意図が見え隠れする」と、異例の申立人への批判を展開した。

## 自民党議員との関連
この問題において、「仲介役」を果たしたとされる三塚博の元秘書でもある不動産会社元社長満井忠男が自民党幹事長の中川秀直に献金するなど親密であり、ビル購入の資金集めにおいて自民党議員が役割を果たした可能性が、一部メディアで報じられている。また、同報道では小泉純一郎や山崎拓を朝鮮総聯と近い人物として取り上げている。

## ここまでの問題点
- 既に要職を退いたとはいえ、破壊活動防止法に基づき朝鮮総聯を監視している公安調査庁の元長官と日本弁護士連合会の元会長が、北朝鮮の事実上の代理団体である朝鮮総連と関与していた点
- 本件取引が資産の差押を逃れるための仮装売買である可能性が高い点
これは違法行為の可能性もあり、東京地検特捜部が実際に調査を開始している。これは、この事件における最大の問題点といえる。
- 約35億円とされる代金の支払い前に登記が行われており、さらに結局支払いは行われなかった点

## 差押え認定裁判と競売
朝鮮総連中央本部の土地と建物は朝鮮総連とは別の会社である朝鮮中央会館管理会の名義となっており、整理回収機構は差押えに必要な手続きの認定を求める裁判を起こしたが、2010年6月29日、最高裁は貸付金を回収する目的での差押えは現時点では不可能と訴えを棄却し整理回収機構の敗訴が確定した。一方、最高裁は「名義は違っても施設が実質的に朝鮮総連の資産であることを認める裁判所の判決があれば、差押えも可能」との意見も示した。

### 総連資産認定裁判の最高裁判決
整理回収機構は、朝鮮総連中央本部の土地と建物が実質的に朝鮮総連の資産であることの認定を求める裁判も起こし、一審・東京地裁では勝訴、総連側は控訴したが2012年6月27日に最高裁判所で棄却され、実質的に朝鮮総連中央本部の土地と建物が朝鮮総連の資産であることが認定された。同年7月10日、整理回収機構は朝鮮総連中央本部の土地と建物の競売を申し立てた。 整理回収機構側は最高裁判決後も競売回避のための返済案を総連側に提示していたが、2013年2月に入って協議は打ち切られた。2013年3月12日から入札が開始された。

### 1度目の競売
最初の競売では鹿児島の最福寺が45億1900万円で落札したが、納入期限までの資金調達に失敗し、納入済みの5億3000万円の供託金を没収され、2度目の競売にかけられた。最福寺住職の池口恵観 は、日朝関係を考えて朝鮮総連のビル退去を防ぐために落札したとされ議論を呼んだ。

### 2度目の競売
2度目の競売では、モンゴルに本拠を置く「アヴァールLLC」という企業が50億1000万円で落札したが、その企業の登記情報などに不審な点が多く、売却許可を裁判所が遅らせることとなった その後の調査で売却を許可しない決定を行った。結局北朝鮮の手回しによるペーパーカンパニーの疑いが濃厚とされた。

### 競売成立
2014年3月24日、東京地裁は、2回目の入札でモンゴルの企業に次いで2番目となる22億1千万円を提示したマルナカホールディングスへの売却を許可した。朝鮮総連側は、「民事執行法や判例を無視した不当な決定。債務者としての返済額が28億円も減少し、不利益を被る」として、東京高裁に抗告を申し立てた。朝鮮総連は、3回目の入札を主張している。マルナカは朝鮮総連への貸出などは否定しており、東京高裁が抗告を棄却した場合、朝鮮総連はビルから退出することになっていた。
2014年5月12日、東京高裁は朝鮮総連の抗告を棄却する判断を下した。朝鮮総連はこれを不服として4日後の5月16日、最高裁に特別抗告を行った。
2014年11月4日、最高裁は総連側の特別抗告を棄却したため、マルナカへの売却を許可した東京地裁の決定が確定した。

## ビル転売

### ビル転売
2015年1月下旬、マルナカは山内俊夫元参院議員・元文部科学副大臣の経営する不動産会社の仲介で山形県の企業グリーンフォーリストに総連ビルを44億円で転売した。

## 関連書籍
- 緒方重威 『公安検察 私はなぜ、朝鮮総連ビル詐欺事件に関与したのか』 講談社, 2009/8. ISBN 978-4062156127